# Anna Soroko

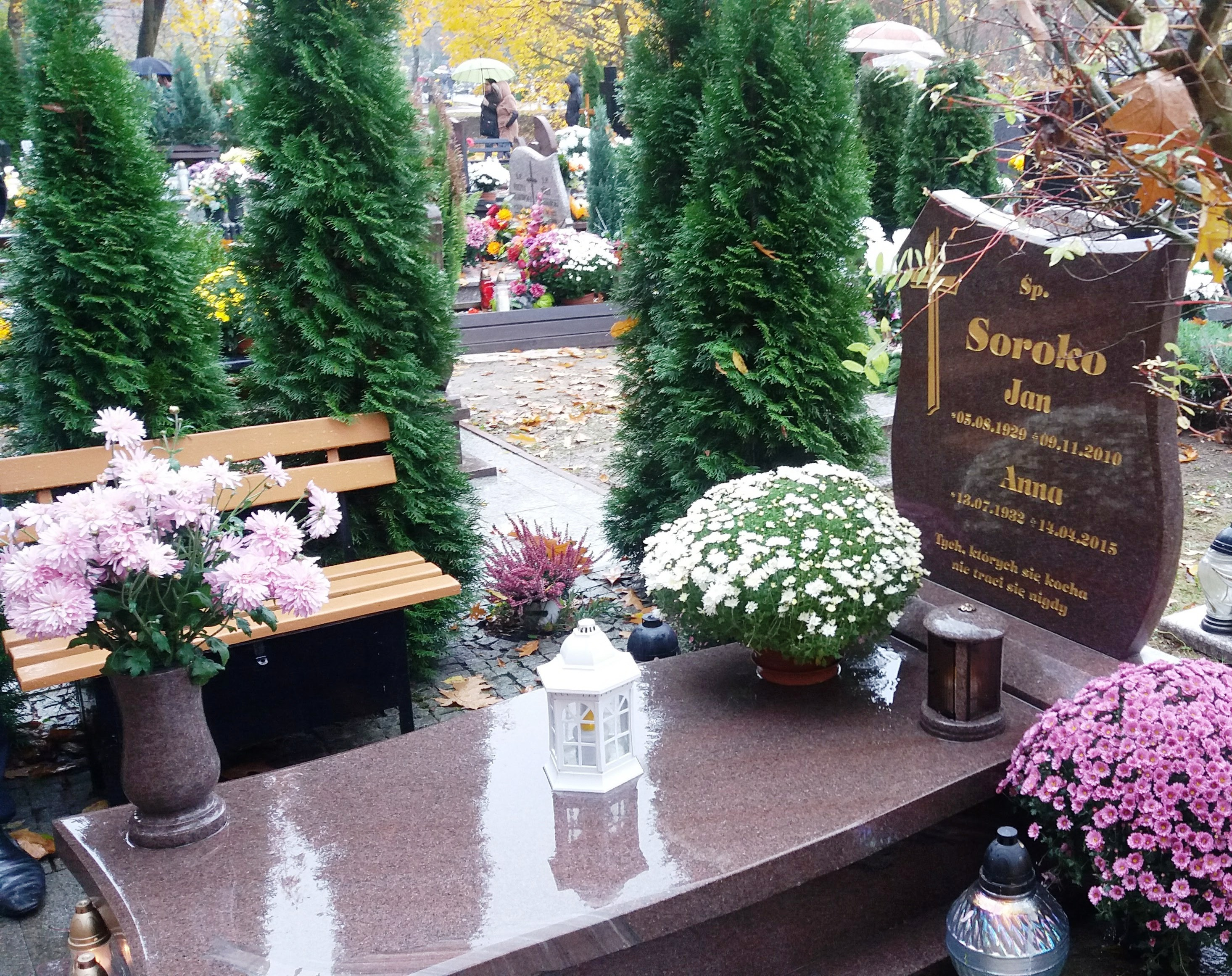
Grób Jana i Anny Soroko w Gorzowie

Anna Soroko z domu Szmajdzińska (ur. 13 lipca 1932 w Cieni, zm. 14 kwietnia 2015 w Gorzowie Wielkopolskim) – polska pracownica samorządowa i spółdzielcza, inżynier rolnictwa, poseł na Sejm PRL IV kadencji, działaczka PZPR, wieloletnia dyrektor banku spółdzielczego w Łobzie. Była cenionym propagatorem sportowej aktywności seniorów, zdrowego odżywiania i czynnej rekreacji.

## Rodzina i wykształcenie
Była córką Feliksa i Heleny Szmajdzińskich. Miała 6 rodzeństwa: cztery siostry i dwóch braci. W 1950 ukończyła III Liceum Ogólnokształcące im. Mikołaja Kopernika w Kaliszu i rozpoczęła studia w Wyższej Szkole Rolniczej w Olsztynie. Po ukończeniu studiów z nakazem pracy zamieszkała w Łobzie, z którym była związana w latach 1953–2010. Tam poślubiła Jana Sorokę, z którym miała dwoje dzieci: córkę Ewę i syna Leszka. Mąż Anny był miejscowym radnym, pracownikiem samorządowym, zastępcą naczelnika miasta i gminy oraz prezesem powiatowym ochotniczej straży pożarnej. Córka Ewa wywalczyła w Białymstoku w 1975 złoty medal Mistrzostw Polski Szkolnych Klubów Sportowych w skoku w dal, była członkinią kadry narodowej.

## Działalność zawodowa i polityczna
Po ukończeniu studiów pracowała w Łobzie kolejno jako inspektor łąkarski, kierownik referatu produkcji roślinnej, a następnie jako powiatowy kierownik wydziału rolnictwa i leśnictwa. Była też członkiem komisji rewizyjnej Polskiej Zjednoczonej Partii Robotniczej w Łobzie. Wieloletni dyrektor banku spółdzielczego w Łobzie. Z okręgu wyborczego Stargard Szczeciński była posłanką IV kadencji (1965–1969). Zasiadała w komisji rolnictwa i przemysłu spożywczego oraz komisji spraw zagranicznych.
Została pochowana wraz z mężem Janem (1929–2010) na Cmentarzu Komunalnym w Gorzowie Wielkopolskim (51B/10/21).